# Diecéze Zama minor
Diecéze Zama minor je titulární diecéze římskokatolické církve.

## Historie
Diecézi Zama minor je možné identifikovat s Djamou nebo Amor-El-Djedidi v dnešním Tunisku. Jde o starobylé biskupské sídlo v římské provincii Afrika Proconsolare. Byla sufragannou arcidiecéze Kartágo.
V provincii Afrika Proconsolare je známé, že se zde nacházely dvě diecéze Zama. Často se biskupové obou Zam nepodepisovali s místem určení, v jaké diecézi se nacházeli. Druhá diecéze byla Zama major, takže známé biskupy nemůžeme zařadit do diecézí.
Biskup Marcellus se zúčastnil roku 256 Kartaginské synody, aby se svatým Cypriánem projednal otázku Lapsi. Na synodu v Kartágu roku 411 se sešli biskupové a donatisté z římské Afriky a také Dialogus a donatista Montanus.
V současné době je diecéze Zama minor využívána jako titulární sídlo; současným titulárním biskupem je Barthélemy Adoukonou, sekretář Papežské rady pro kulturu

## Seznam biskupů
- Marcellus (zmíněn roku 256)
- Dialogus (zmíněn roku 411)
  - Montanus (zmíněn roku 411) (biskup donatista)

## Seznam titulárních biskupů
- Francisco Panal Ramírez, O.F.M.Cap. (1965 – 1970)
- Gustave Joseph Bouve, C.S.Sp. (1970 – 1971)
- José María Setién Alberro (1972 – 1979)
- Carmelo Juan Giaquinta (1980 – 1986)
- Alfonso Cabezas Aristizábal, C.M. (1988 – 1992)
- Elio Sgreccia (1992 – 2010)
- Barthélemy Adoukonou (od 2011)